# Psylocke
Psylocke (Elizabeth Braddock) —en España también conocida como Mariposa Mental— es una superheroína británica que aparece en cómics estadounidenses publicados por Marvel Comics, comúnmente en asociación con el Capitán Britania y los X-Men. Fue creada por el escritor Chris Claremont y el artista Herb Trimpe en 1976. Apareció por primera vez en la revista Captain Britain vol. 1 #8.
Betsy Braddock era inicialmente un personaje secundario en las aventuras de su hermano gemelo, Brian Braddock, como el Capitán Britania original; finalmente, su personaje cobró fuerza y en un punto se convirtió temporalmente ella misma en la superheroína Capitana Britania en el Reino Unido. Tras moverse a los Estados Unidos, Betsy se convirtió en miembro de los X-Men con el nombre código de Psylocke en 1986, un nombre que le fue dado por los villanos Mojo y Espiral. El personaje fue presentado originalmente en las páginas de Captain Britain como una mujer con poderes precognitivos, siendo finalmente presentada como una telépata, y tras su asociación con los X-Men fue descrita como una mutante, desarrollando el poder de la telekinesis luego de ciertos giros en su arco argumental. En un momento de la historia regular de los X-Men, la mente de Psylocke tuvo un intercambio de cuerpos con la mutante japonesa Kwannon (1989), gracias a lo cual el personaje obtuvo un dominio sobre algunos tipos de artes marciales, además de pasar de ser físicamente una mujer caucásica, a una mujer de origen asiático. Este intercambio de cuerpos duró casi 30 años en la historia de la publicación, hasta que las mujeres regresaron a sus cuerpos originales en una historia de 2018, tras lo cual Betsy adoptó permanentemente el manto de Capitana Britania, mientras que Kwannon adoptó la identidad de Psylocke. 
Muchas versiones alternativas de Psylocke también han aparecido en varias series de cómics del Multiverso Marvel, así como en varios otros medios (cine, televisión, videojuegos). En el mundo del cine, el personaje ha aparecido en dos películas de la franquicia cinematográfica de los X-Men: X-Men: The Last Stand (2006), donde fue interpretada por Meiling Melançon, y X-Men: Apocalipsis (2016), donde fue interpretada por Olivia Munn.

## Biografía ficticia

### Primeros años
Elizabeth "Betsy" Braddock creció en la Finca Braddock, ubicada en el pueblo de Maldon, Essex, Inglaterra. Es hija adoptiva del Dr. James Braddock y de su esposa Elizabeth. Tiene dos hermanos (también adoptados): James "Jamie" y Brian, este último gemelo de Betsy. El Dr. Braddock alguna vez fue habitante del Otro Mundo, una dimensión que sirve como nexo de todas las realidades del Multiverso Marvel. Esta dimensión fue gobernada por el mago Merlyn. Merlyn le encomendó a James, la misión de criar en la Tierra al futuro campeón de Inglaterra, el Capitán Britania, esto como parte de su plan de formar un ejército de Capitanes Britania a su servicio en diversas dimensiones. De alguna manera, desde el principio, Merlyn y su hija Roma estuvieron manipulando el destino de la familia Braddock. Con el paso del tiempo, solo Jamie y Betsy desarrollaron poderes mutantes. Betsy desarrolló habilidades telepáticas naturales.
El Dr. Braddock y su esposa murieron algunos años después en un accidente en el laboratorio de la Finca Braddock ocasionado por Mastermind, una computadora viviente creada por el Dr. Braddock. Los tres hermanos Braddock heredaron la propiedad de su padre. 
Con el paso del tiempo, Brian fue el elegido por Merlyn para convertirse en el Capitán Britania. Jamie se convirtió en piloto de carreras y Betsy se convirtió en una cotizada modelo.
Ella descubrió que su hermano Brian era el Capitán Bretaña luego de que ella y Jamie fueran secuestrados por el super villano Red Skull y rescatados por Brian y el Capitán América.

### Agente secreta
En su faceta de super modelo Betsy obtuvo un gran éxito y acudía a pasarelas de Nueva York y Milán. Fue entonces cuando fue reclutada por un agente llamado Matthew dentro de la división psíquica de S.T.R.I.K.E (una subdivisión británica de S.H.I.E.L.D.). Allí ella desarrolló una relación amorosa con el agente telépata Tom Lennox. Como parte de S.T.R.I.K.E, Betsy llegó incluso a infiltrarse en el Club Fuego Infernal de Nueva York. Afortunadamente fue prevenida a tiempo de alejarse del Club por Tessa, la asistente de Sebastian Shaw.
Más tarde, el señor de crimen llamado Vixen reclutó al supervillano Slaymaster para desmantelar la división psíquica de S.T.R.I.K.E. Solo Betsy, Tom Lennox y su amiga Alison Double lograron sobrevivir. Después, el super villano "Mad Jim" Jaspers alteró la realidad y envió a un grupo de cazadores a matar a los Braddock. Tom Lennox se sacrificó para salvarlos. Betsy estaba en su mente cuando Tom murió, situación que la traumatizó profundamente. Cuando la realidad fue reparada, una versión alterna del Capitán Britania llamada Kapitán Britoin trató de violar a Betsy. Ella lo mata en defensa propia. Esa misma noche, ella y Brian descubren la relación de su padre con el Otro Mundo.
Betsy termina uniéndose a R.C.X., una agencia de inteligencia con la que combate a los Warpies, un equipo de villanos al servicio de "Mad Jim" Jaspers.
Cuando Brian se rehusó a trabajar para el gobierno como el Capitán Britania, Betsy fue convencida para que tomara su lugar. Betsy aceptó. Durante su etapa como Capitán Britania, Betsy trabajó en equipo con otra super heroína británica: Linda McQuillan, alias Capitán U.K. Ambas gozaron de una gran popularidad. Pero la carrera de Betsy como la heroína preeminente de Gran Bretaña llegó a un trágico final cuando Vixen envió a Slaymaster a eliminar a Betsy. Slaymaster le dio tal paliza que la dejó ciega y al borde de la muerte. Entonces Brian retomó su lugar como Capitán Britania y mató a Slaymaster.
Betsy, compensando su ceguera con sus poderes telepáticos, viajó a una clínica en Suiza para recuperarse.

### X-Men
Mientras Betsy se recuperaba, fue secuestrada en los Alpes por el malvado tirano extradimensional llamado Mojo. Con ayuda de su asistente, la hechicera conocida como Espiral, Mojo restauró la vista de Betsy proporcionándole unos ojos biónicos artificiales dotados de cámaras para poder emitir lo que ella veía en la Tierra. Mojo transformó a Betsy en la estrella de un nuevo programa televisivo llamado Wildways y la llamó "Psylocke". Brian y los Nuevos Mutantes la rescataron y llevaron a la Mansión X, la base de los X-Men, justo donde Roma necesitaba que Betsy estuviera.
Cuando Betsy conoció a los X-Men se sintió identificada con el grupo. Pero inicialmente los miembros del grupo la recibieron con recelo y desconfianza. Betsy se ganó la confianza del grupo cuando defendió la Mansión-X de un ataque de Dientes de Sable durante la "Masacre Mutante" a los Morlocks. Los X-Men la aceptaron entonces como parte del grupo.
Un poco más tarde, Psylocke, junto con los X-Men, enfrentó al demonio conocido como el Adversario en Dallas. Como consecuencia del combate, Psylocke y los otros X-Men sacrificaron sus vidas. Sin embargo, Roma reconoció su sacrificio y decidió volverlos a la vida. Curiosamente al volver de la muerte, los X-Men se volvieron invisibles a cualquier tipo de rastreo electrónico, situación que decidió aprovecharse para que el equipo tuviera un modus operandi underground. Los ojos biónicos de Psylocke dejaron de trasmitir imágenes de la Tierra a Mojo como consecuencia de esta situación. Los X-Men se instalaron entonces en Australia. Roma le entregó a Psylocke el Siege Perilous ("Sitio Peligroso"), un artefacto que proyecta un portal místico que provoca una "reencarnación en vida" a todo el que lo atraviese.
Algún tiempo después, Psylocke comenzó a tener premoniciones (en forma de sueños) sobre la muerte de los X-Men a manos de los villanos Reavers. Ante esta y otras situaciones, Psylocke junto con el resto del grupo (excepto Wolverine), cruzaron el Siege Perilous, en parte para salvarse del ataque, pero en parte también para iniciar una nueva vida.

### Transformación y Revanche
Tras cruzar el Siege Perilous, el cuerpo de Psylocke apareció inerte en la playa de una pequeña isla en el mar de la China Oriental, en una de las propiedades de Matsu'o Tsurayaba, líder del clan de ninjas La Mano. Matsu'o se lamentaba haber provocado un accidente fatal a su amante, la también mutante telépata Kwannon, asesina del Señor Nyoirin, un jefe de la mafia japonesa. Kwannon había sido enviada por su líder a matar a su amante, Pero Nyoirin también amaba a Kwannon, y se la entregó a Matsu'o para que La Mano y su avanzada tecnología, pudieran salvarla. Matsu'o hizo un pacto con Espiral, la asistente de Mojo. Espiral le dijo que para salvar a Kwannon, se necesitaba trasladar su mente a un cuerpo sano. La gente de La Mano le reveló a Matsu'o la aparición del cadáver de una mujer británica localizado en la playa. Tras una revisión médica, todos en La Mano (salvo Espiral) creían que Psylocke estaba muerta. En realidad Psylocke solo se encontraba sumida en un coma muy profundo como consecuencia de los efectos del Siege Perilous. El proceso de Espiral se realizó, pero como Psylocke seguía viva, ambas mujeres intercambiaron cuerpos y compartieron sus poderes telepáticos. Matsu'o rechazó ver a su amante en un nuevo cuerpo. Si no tenía el alma de Kwannon, al menos tendría su cuerpo, por lo que se hizo del control de Psylocke en su nuevo cuerpo oriental. Psylocke se hizo llamar entonces "Lady Mandarín". Kwannon por su parte, rechazada por Matsu'o en su nuevo cuerpo caucásico, volvió con el Señor Nyoirin. Este le hizo creer que Psylocke le había robado su cuerpo. "Lady Mandarin" fue rescatada finalmente por Wolverine y Júbilo y logró salvarse del control de Matsu'o. Sin embargo, ella ignoraba lo sucedido. Ella creyó que su cambio físico era consecuencia de la "nueva vida" otorgada por el Siege Perilous. Psylocke volvió con los X-Men, sin imaginar que Kwannon en su anterior cuerpo, seguía viva, oculta por el Señor Nyoirin.
Tras volver con los X-Men, Psylocke fue enlistada en el Equipo Azul, dirigido por Cíclope. Psylocke en su nueva forma demostró una actitud mucho más activa y agresiva en los combates. Durante su estancia en el Equipo Azul, Psylocke comenzó a seducir a su compañero Cíclope, lo que le trajo conflictos con la pareja de Cíclope, Jean Grey. Nadie imaginaba que en realidad esta acción era consecuencia de la personalidad de Kwannon que se había mimetizado con la de ella.
Durante un viaje a Inglaterra, Psylocke se reunió con su hermano Capitán Britania y su equipo de superhéroes Excalibur. Ellos descubrieron que Jamie, el hermano mayor de Psylocke había enloquecido, utilizando sus peligrosos poderes de forma negativa. Jamie fue puesto temporalmente bajo vigilancia médica.
Finalmente Kwannon, con el nombre de Revanche, se presentó en la Mansión X, alegando ser la Psylocke original, creando gran confusión. Ella había sido enviada por Nyoirin para matar a Psylocke y Wolverine. Pero la propia Revanche también tenía sus memorias muy confusas, por lo que se volvió contra su líder y se alió con los X-Men. No obstante, poco después Revanche fue diagnosticada con el Virus Legado. El mortal virus, exacerbó los poderes de Revanche y le permitió descubrir la verdad sobre ella y Psylocke. Revanche murió poco después, y su muerte le ayudó a Psylocke a aclarar la verdad sobre su cambio y recuperar plenamente sus habilidades psíquicas.

### Amanecer carmesí, Rey Sombra y cambio de poderes
Psylocke inició un romance con su compañero x-man Arcángel. En esa época los X-Men mantenían a Dientes de Sable en la mansión en proceso de rehabilitación. Solo Psylocke y Wolverine desconfiaban de su estancia en la Mansión. Por un accidente provocado por Boom-Boom de Fuerza-X, Dientes de Sable atacó a Psylocke antes de huir de la Mansión, dejándola muy malherida. Psylocke logró salvar su vida gracias a un líquido extraído del misterioso Amanecer Carmesí, un cristal místico. Este elixir salvó a Psylocke, pero cambió radicalmente su personalidad volviéndola más fría, y otorgándole una marca característica en el ojo izquierdo. Como una especie de efecto secundario, Psylocke también obtuvo nuevas habilidades y poderes. Kuragari, uno de los guardianes del Amanecer Carmesí intentó forzar a Psylocke a convertirse en su novia. Psylocke con ayuda de Arcángel y Gomurr el Anciano, logró derrotar a Kuragari y quedó libre de la influencia que el Amanecer Carmesí ejercía en su personalidad. No obstante, pudo conservar sus nuevos poderes. Tras esta crisis, tanto Psylocke como Arcángel, dejaron temporalmente a los X-Men manteniéndose en calidad de reservistas. Ambos vivieron en el lujoso penthouse de Arcángel en Manhattan. Ambos volvieron brevemente al grupo solo para ayudar a combatir a Onslaught.
Psylocke ayudó a los X-Men a combatir al Rey Sombra en África. En su combate con el villano, Psylocke destruyó gran parte del Plano Astral. Para contener al villano, Psylocke lo encerró en su mente, viéndose obligada a no utilizar su poder por un largo periodo de tiempo. Más adelante, Psylocke volvió a la Mansión X a ayudar en el combate contra Apocalipsis. Su ayuda fue fundamental para ayudar a Wolverine a librarse del control mental de Apocalipsis.
Viéndose limitada en el uso de sus poderes con el riesgo de que el Rey Sombra escapara, Psylocke intercambió poderes con Jean Grey (eventos fuera de cuadro previos a la saga «Revoluciones»), con el fin de tener la fuerza psíquica de Jean y contener mejor al villano. Así, Psylocke obtuvo los poderes telequinéticos de Jean y desarrolló nuevas habilidades (como crear katanas de energía psíquica).
Psylocke viajó a Inglaterra, y junto con su hermano, Capitán Britania y su esposa, Meggan, Black Knight y otros super héroes, reformó de manera temporal al equipo Excalibur, para combatir al androide "Mastermind", aventura que concluyó cuando su hermano fue proclamado Rey del Otro Mundo.
Tras terminar su relación con Arcángel, Psylocke se unió al equipo X-Treme X-Men de Tormenta, para buscar los diarios de la mutante vidente Destiny.

### Muerte
Durante sus primeras semanas con los X-Treme X-Men, Psylocke entabló una relación amorosa con su compañero x-man Neal Shaara, alias Ave de Trueno III. Estando en España, la mayor parte del equipo fue capturado y encerrado en un laberinto. Psylocke, Bestia y Rogue llegaron hasta el centro de control. Separados de sus amigos, se enfrentaron a Vargas, un terrible asesino. Psylocke combatió a muerte contra su adversario, y perdió. Murió cuando Vargas atravesó su abdomen con su espada. Los X-Men enviaron sus restos hasta Inglaterra. Obviamente, al morir Psylocke, el Rey Sombra quedó libre de su prisión mental.

### Resurrección
Psylocke finalmente regresó a la vida. Fue encontrada viva por los X-Men en Valencia, exactamente en el mismo lugar donde murió. Ella fue llevada a la Mansión X, donde una serie de pruebas físicas y psíquicas demostraron su autenticidad. No obstante, a partir de su regreso, Psylocke perdió los poderes adquiridos tras su encuentro con el Amanecer Carmesí, así como la marca que había obtenido en el ojo. Por alguna razón, Psylocke también se volvió inmune a los escaneos mentales de otros psíquicos.
Psylocke fue una de las pocas mutantes en sobrevivir a los efectos del llamado "Día-M". Cuando la realidad fue alterada por la Bruja Escarlata, Psylocke y la x-man Rachel Summers, se refugiaron del colapso de la realidad en el llamado "Cuarto Blanco", una especie de cámara de incubación de la Fuerza Fénix. Desde allí ayudaron a Capitán Britania a contener el colapso que la Bruja Escarlata generó en el Otro Mundo. Cuando todo volvió a la normalidad, Psylocke fue una de las 198 mutantes que conservaron sus poderes mutantes.
Poco después se reveló que Psylocke volvió a la vida por obra de los misteriosos poderes de su hermano Jamie, quien trató de utilizarla como un arma contra una poderosa entidad cósmica conocida como el First Foursaken. Al parecer, Jamie utilizó su poder para alterar la realidad y "reconstruyó" a Psylocke volviéndola impenetrable para los escaneos psíquicos. Fue precisamente valiéndose de esta capacidad, que Psylocke derrotó al First Foursaken. Aparentemente Jamie se sacrifica para salvar a Psylocke y a los X-Men y regresarlos a la Tierra desde la dimensión del Foursaken.
Psylocke viajó a Inglaterra a reunirse con su hermano Brian y revelarle el destino de Jamie. Allí, Psylocke ayudó a su hermano y al Nuevo Excalibur a enfrentarse al Rey Sombra. El Rey Sombra engañó a Psylocke arrojándola en un agujero interdimensional.

### Exiles
Psylocke apareció en el Palacio de Cristal, en el Otro Mundo, la sede de los Exiles, un equipo de viajeros dimensionales. Esto resultó ser nuevamente un plan de Roma, quién necesitaba de los servicios de Psylocke. Durante su estancia con los Exiles, Psylocke se entrenó duramente para combatir a una versión extradimensional del villano Slaymaster, quién era parte de un plan para eliminar a todas las versiones de Psylocke en el Multiverso.
Después, Psylocke volvió brevemente a la Tierra y se reunió con su hermano Capitán Bretaña y su equipo Excalibur. Excalibur y los Exiles combatieron a "Mad Jim" Jaspers, quien había tomado el control del Otro Mundo.
Al percatarse de que los X-Men no la necesitaban por el momento, Psylocke volvió con los Exiles. En esta época, Psylocke desarrolló un breve romance con el Dientes de Sable de otra dimensión.

### Regreso
Psylocke volvió a la Tierra. Fue capturada por una encarnación femenina de la Hermandad de Mutantes. Su líder, Madelyne Pryor, tenía un siniestro plan contra los X-Men. Madelyne planeaba exhumar el cuerpo de Jean Grey para apoderarse de su poder. Para probar este procedimiento, Madelyne exhumó también el cadáver de Revanche (Kwannon). Madelyne realizó el procedimiento con éxito en Psylocke y Revanche, haciendo que, de nuevo, intercambiaran cuerpos. Los X-Men la derrotaron y rescataron a Psylocke, quién demostró estar en un nuevo nivel mental, pues fue capaz de revertir por sí misma el intercambio de cuerpos, volviendo a su cuerpo oriental. Psylocke llevó los restos de Revanche a Japón y se encuentra a Matsu'o Tsurayaba. Psylocke decide concederle una muerte digna a Matsu'o abrazando el cuerpo de Kwannon. Esto la pone en conflicto con Wolverine, quién deseaba seguir torturando a Matsu'o mutilándolo en venganza por la muerte de su novia Mariko Yashida. Tras llegar a un acuerdo con Wolverine, Psylocke elimina a Matsu'o con su cuchillo psíquico, pero concediéndole mentalmente la dicha de estar junto a Kwannon.
Psylocke regresa con los X-Men. Ella jugó un papel importante al ayudar a rescatar del fondo del Océano Pacífico al Astroide M, la antigua base espacial de Magneto para transformarla en Utopía, la nueva base de los X-Men.

### Fuerza-X
Más tarde, Psylocke fue enlistada por Wolverine en su nueva encarnación de Fuerza-X, junto con Arcángel y los mercenarios Deadpool y Fantomex. Psylocke comenzó a tratar psiquicamente a Arcángel por sus traumas surgidos tras su anexión a la anterior Fuerza-X. Esto provocó que ambos retomaran su relación sentimental. Pero simultanemente Psylocke comenzó a sentir una fuerte atracción correspondida hacia Fantomex. Como parte de Fuerza-X, Psylocke combatió a una nueva generación de los Jinetes de Apocalipsis, que planeaban el regreso de su amo en la forma de un niño. Psylocke trató de salvar la vida del niño cuando este fue víctima de un intento de asesinato de manos de Fantomex. La Fuerza-X visitó la dimensión paralela conocida como la Era de Apocalipsis. Fue en este lugar, donde Psylocke se encontró con la Jean Grey de esa dimensión. Grey "abrió" las capacidades telepáticas ocultas de Psylocke, convirtiéndola ahora, en una telépata de "Clase Omega". Psylocke también fue la responsable de causar una especie de lobotomia psíquica a Arcángel que dio como resultado que este perdiera la memoria.
Psylocke formó parte del equipo de X-Men de Cíclope, como reservista y encargada de seguridad de Utopía luego del cisma entre el equipo.
Cuando Capitán Britania supo de las actividades ilegales de Psylocke con la Fuerza-X, decidió castigarla enviándola al Otro Mundo, donde Psylocke se reencuentra con Jamie, a quién creía muerto. Fantomex viaja al Otro Mundo para rescatarla y combate a Jamie. Psylocke se ve forzada a matar a Jamie para salvar la vida de Fantomex.
Cuando Psylocke regresa a la Tierra, ella y la Fuerza-X combaten a una versión de la Hermandad de Mutantes de la cual el Rey Sombra formaba parte. Por segunda ocasión, Psylocke encerró al villano en su mente, solo que ahora, su poder psíquico era tan fuerte que podía contener al villano sin problemas.
Después del combate entre los X-Men y los Avengers, Psylocke paso un verano en París con los tres individuos engendrados del cerebro triple de Fantomex: el propio Fantomex, Cluster y el siniestro Arma XIII. Fantomex traicionó a Psylocke, valiéndose de sus habilidades para convertirla en una ladrona. Debido a esto, Psylocke lo abandonó en París y terminó su romance con él. De vuelta en Nueva York, Psylocke se convierte en profesora en la nueva Escuela Jean Grey para Jóvenes Dotados, pero es despedida poco después por Wolverine al mostrar una actitud demasiado agresiva para los alumnos.
Psylocke con ayuda de Tormenta, decidió dirigir una nueva encarnación de la Fuerza-X. Psylocke y su grupo se encontraron con Espiral y con el antiguo x-man Bishop, quien estaba poseído por una especie de demonio con forma de oso. Psylocke y el equipo, rescataron a Bishop y Psylocke absorbió al demonio-oso, encerrándolo en su propia psique.
Finalmente, Psylocke fue encontrada por Cluster (la versión femenina de Fantomex), quien solicitó su ayuda para viajar a Madripoor y rescatar a Fantomex, quien había caído prisionero de Arma XIII. Durante la travesía, Psylocke sostuvo un romance con Cluster, al descubrir en ella la "parte benigna" que Fantomex perdió al separarse en tres. Pero cuando ella confronta a Arma XIII, descubre que tanto Fantomex como Cluster la han utilizado. Psylocke decide romper definitivamente sus nexos con todo lo relacionado con Fantomex. Finalmente, cuando la villana Cassandra Nova y su horda de Resucitados invadieron la ciudad de Los Ángeles, Psylocke y el resto de la Fuerza-X la confrontaron. Cassandra Nova intentó manipular a Psylocke ofreciéndole volver a su cuerpo británico original a cambio de unir fuerzas con ella. Pero en realidad, Nova planeaba sacrificar a Psylocke como parte de su plan para que su ejército de Resucitados invadiera la Tierra. Finalmente, con ayuda de la Fuerza-X y del "demonio oso", Psylocke derrotó a Nova y la expulsó de nuevo de este mundo. En su última misión, la Fuerza-X hace equipo con la Fuerza-X dirigida por Cable para combatir al villano Stryfe. La postura de Psylocke como líder del grupo impresiona profundamente a Cable.
Un atentado terrorista ocurrido en la ciudad de Alejandría, Egipto, motiva a Cable a formar una nueva encarnación de Fuerza-X. Psylocke solicitó a Cable formar parte de su equipo llevada por una necesidad de sangre y peligro. Ella también sostiene un idilio amoroso con Cable. Paralelamente, Psylocke se reintegró con los X-Men formando parte de un escuadrón junto con Tormenta, Rogue, Kitty Pryde, Rachel Summers, M y Omega Sentinel. Durante ese periodo también se convirtió en mentora de un grupo de estudiantes conformado por Hellion, Anole, Broo y Rockslide. En ese tiempo, Psylocke también se divirtió con un "novio virtual" creado por ella misma en el Cuarto de Peligro. Como miembro de Fuerza-X,
Como parte de los X-Men Psylocke es enviada al Imperio Shi'ar para investigar la creación de híbridos Skrull/Brood.

### Uncanny X-Men
Psylocke se unió al equipo de X-Men dirigido por Magneto con el objetivo de salvar a los mutantes de los efectos de las Nieblas Terrígenas. Psylocke tiene un control telepático total sobre Arcángel, quién ahora es una pizarra en blanco y vulnerable a volver a convertirse en el Dark Ángel. Psylocke y Magneto descubren un plan del clan Akkaba, los seguidores del villano Apocalipsis, de crear un ejército de arcángeles. Psylocke y Magneto logran evitar dicha situación y logran rescatar a Arcángel.
Psylocke comienza a desconfiar de su alianza con Magneto cuando este le oculta que ha formado un alianza con el Club Fuego Infernal. Sebastian Shaw invita a Psylocke a convertirse en la nueva Reina Negra del Club. Psylocke rechaza la oferta y abandona al equipo, además de advertirle a Magneto que lo matará si vuelve a involucrarla en sus planes.
Cuando Bestia descubre que la Tierra está a punto de volverse inhabitable para los mutantes por culpa de las Nieblas Terrígenas, Psylocke se une a la lucha contra Los Inhumanos.
Psylocke descubre que en realidad Magneto ha estado trabajando en secreto con Emma Frost y que la había engañado para unirse a su lucha. Psylocke confronta a Magneto y cumple su promesa: matarlo cuando volviera a cruzarse en su camino. Magneto sobrevive gracias a los poderes curativos del mutante Elixir.

### Astonishing X-MenyDesunidos
Psylocke se había retirado a Londres cuando repentinamente fue atacada psiquicamente por su viejo enemigo, el Rey Sombra. El villano atacó a varios mutantes telepatas del planeta buscando la forma de resurgir a través de ellos. Psylocke envía una señal psíquica de socorro y es auxiliada por un grupo de X-Men. El Rey Sombra desata una infección psíquica que cubre a Londres. Psylocke envía a los X-Men al plano astral, donde se encuentran al Profesor X, quién ha sobrevivido en su forma astral y sostiene una intensa batalla con el Rey Sombra en la forma de un juego. Xavier con la ayuda de los X-Men logra derrotar al Rey Sombra y reaparece en el mundo físico utilizando el cuerpo de Fantomex como vehículo.
Psylocke también instruyó a la Jean Grey, desplazada en el tiempo, en el arte de crear armamento psíquico e investigó el fenómeno relacionado con la Fuerza Fénix que llevó a la resurrección de la Jean Grey adulta. Psylocke también fue seleccionada por Kitty Pryde para unirse a un equipo conformado por Tormenta, Rogue, Jubilee y Domino para buscar a un Wolverine resucitado, enfrentándose a Viper y sus Femme Fatales en el camino. Durante este combate, Psylocke fue atacada por la vampira psíquica, Sapphire Styx, quien absorbió su alma. Dentro de Styx, Psylocke descubrió las cáscaras psíquicas de todas las víctimas que Sapphire había reclamado a lo largo de los siglos, incluido un fragmento del alma de Wolverine que no había podido purgar ella misma. Aprovechando la fuerza de todas las almas encarceladas, Psylocke usó su telepatía para destruir a Sapphire desde adentro y emergió en su cuerpo británico original. Más tarde le explicó a Jubilee que después de que Sapphire fue destruida, pudo usar la energía del alma que dejó para recrear su cuerpo original. También se demostró que, aparentemente, Kwannon también ha vuelto a la vida en su cuerpo original. Inmediatamente después de recuperar su cuerpo original, Psylocke regresó al Instituto Xavier, donde Jean Grey la ayudó a sobrellevar un cambio tan importante. Psylocke también viajó a Inglaterra y se reunió con su hermano Brian y Meggan para conocer a su sobrina Maggie.
Psylocke se une a una nueva encarnación de los X-Men que tienen que enfrentar el ataque de Nate Grey, quién está condenado a morir e intenta rehacer al mundo en una visión muy particular. Psylocke se ve forzada a desatar en Arcángel la personalidad del "Arcángel de la Muerte", luego de que este cayera bajo el control de Grey. Más adelante, Psylocke se convierte en el vehículo mediante el cual Bishop puede penetrar en la mente de Legión y acceder a la llamada "Era de Apocalipsis", con el fin de rescatar de ese lugar a un grupo de jóvenes X-Men que habían quedado varados allí junto con Nate Grey.
Psylocke una fuerzas con Jean Grey y otras destacadas telépatas (como Sage, las Stepford Cuckoos y Martha Johansson) para separar psiquicamente a Legión y Nate Grey luego de que estos se fusionan. Por desgracia, Psylocke es parte del numeroso grupo de X-Men que son desaparecidos del mundo por acción de Nate Grey.

### Age of X-ManyDawn of X
Psylocke y los X-Men fueron llevados a un plano de existencia creado por Nate Grey con recuerdos falsos, donde todos eran mutantes y las relaciones cercanas y el amor estaban prohibidos. En este mundo, Psylocke actuó como agente de la ley para el Departamento X junto a Iceman, Jubilee, Northstar y Blob, con quien desarrolló una amistad especial. Cuando la llamada Era de X-Man se derrumbó, Psylocke regresó a la línea temporal original.
Tiempo después, el Profesor X estableció la nación-isla de Krakoa, dando la bienvenida a mutantes de todo el mundo y creando la primera sociedad mutante. Psylocke había regresado a su hogar ancestral en Inglaterra, la Finca Braddock, ahora conocida como Braddock Academy, pero finalmente decidió mudarse a Krakoa. Allí descubrió que su hermano mayor, Jamie Braddock, había resucitado. Apocalipsis también reclutó a Psylocke y a Capitán Britania para investigar una extraña puerta Krakoan sellada mágicamente que se abría desde el Otro Mundo a la isla mutante. Morgan le Fay, actuando como la Reina Regente del Otro Mundo y enfurecida por el alcance de los mutantes en su reino, maldijo a Britanoa para que se convirtiera en su campeón oscuro. En un intento desesperado por salvar a su hermana, Britania le dio a Psylocke su Amuleto del Derecho, la fuente de sus poderes. Como resultado, Psylocke se convirtió una vez más en la Capitana Britania.

## Poderes
Psylocke nació con diversas habilidades telepáticas naturales. Podía leer mentes y proyectar sus pensamientos en la mente de otros. Así mismo, podía generar diversos efectos mentales en las personas, desde un simple dolor de cabeza, hasta un daño cerebral agudo. También podía generar ilusiones mentales. A diferencia de otros telépatas, Psylocke mostró la capacidad de utilizar sus poderes "a larga distancia" (sin necesidad de utilizar la ayuda de aparatos como Cerebro). En una ocasión fue capaz de comunicarse mentalmente con sus amigos en Australia desde los Estados Unidos. En otra ocasión pudo sondear la mente de una ciudad entera. Generalmente los poderes de Psylocke se manifiestan en la forma de una mariposa color violeta sobre sus ojos y en ocasiones en las víctimas con las que usa control mental o telepatía. Psylocke tenía además una habilidad extra. Ella podía causar un efecto llamado "explosión psíquica", que era la concentración de todos sus poderes mentales. Ella también demostró poseer cierto nivel de pre-cognición, pudiendo descubrir, a través de sueños o visiones, eventos "a corto plazo".
Tras intercambiar cuerpos con la asesina japonesa Kwannon, los poderes telepáticos de Psylocke cambiaron radicalmente, ya que ella y Kwannon compartieron niveles de poder. Psylocke aún podía leer mentes y proyectar sus pensamientos en mentes de otros, pero a un nivel mucho menor. Una variación de sus poderes es el "cuchillo psíquico", una nueva versión de la "explosión psíquica". Ahora, sus poderes mentales se concentraban en una especie de daga surgida a través de sus puños con la cual podía causar un "cortocircuito" al sistema nervioso de la persona a quién tocara con él. Si a esto se le suman sus nuevas habilidades como una experimentada guerrera con entrenamiento ninja, se convertía en un enemigo formidable, sobre todo en combate cuerpo a cuerpo.
Los poderes de Psylocke se vieron alterados tras su exposición a las energías del Amanecer Carmesí. De manera temporal, Psylocke también obtuvo la capacidad de teletransportarse entre las sombras a través del espacio. En una ocasión pudo viajar de Nueva York a África en cuestión de segundos.
Tras intercambiar poderes con Jean Grey, Psylocke obtuvo nuevas habilidades telequinéticas. Psylocke ahora puede levitarse y levitar objetos con la mente. Ella también aprendió a generar katanas y espadas de energía telequinética, que prácticamente tienen el mismo efecto que su cuchillo psíquico.
Después de su resurrección, Psylocke también se volvió inmune a los sondeos mentales de otros telépatas.
Tras un encuentro con la versión de Jean Grey de otra realidad, Psylocke ha podído acceder a su completo potencial telepático, lo que la convierte en una telepata de "Clase Omega", como el Profesor Xavier, Jean Grey y Emma Frost siendo superada por estás dos últimas.

## Otras versiones

### Era de Apocalipsis
Psylocke no apareció en la serie original de la Era de Apocalipsis. Ella se integró a esta línea temporal alterna hasta el 2005, en la miniserie que celebró los 10 años de la saga. Ella junto con Fuego Solar, Kirika y el Samurái de Plata, forman parte del clan Yashida.

### Ultimate Psylocke
En el arco de la historia del "Tour Mundial" de Ultimate X-Men, Betsy Braddock es agente, del Servicio Secreto Británico de Inteligencia.

### Amalgam Comics
Psylocke se fusiona con Katana de DC Comics para conformar a Kokoro.

## En otros medios

### Televisión
- Psylocke apareció en la serie animada de televisión X-Men a mediados de los años 1990, con la voz de Tasha Simms, en los episodios Promise of Apocalypse y End and Beginning. En esta historia, Psylocke parece ser una guerrera solitaria que practica la delincuencia con causa. Ella entra en conflicto directo con Arcángel y más adelante, con Sabretooth y Mystique. Psylocke hace referencia a su hermano diciendo que él pelea por ayudar a los mutantes, pero no lo nombra como el Capitán Britania. Esta encarnación de Psylocke tenía la habilidad notable de usar sus cuchillas psíquicas como proyectiles, incapacitando oponentes a distancia y destruyendo la materia. También hizo dos cameos sin diálogo durante la segunda temporada, en los episodios Repo Man y Mojovision.
- Psylocke también aparece en la serie animada Wolverine and the X-Men, en el episodio Time Bomb, con la voz de Grey DeLisle. En esta serie ella es asiática en apariencia, aunque no da explicación alguna sobre su procedencia. Ella es una telépata y muestra una luz de energía con forma de mariposa color rosa cuando utiliza sus poderes psiónicos. Se sugiere que Quicksilver había rescatado a Psylocke de una prisión anti-mutante. Quicksilver le pide que use su telepatía para suprimir las habilidades de auto-detonación de Nitro. Los X-Men llegan a detenerlos y más tarde Psylocke es derrotada por Emma Frost. Anteriormente en el episodio, ella ayuda a una mujer que estaba a punto de ser multada por un oficial, obligando a este a comerse el boleto.

### Cine
- En la película X-Men 2 de 2003, tan solo hay una referencia a Psylocke. Su nombre común de civil aparece en una lista de mutantes que Mystique revisa entre otros archivos mientras busca el archivo relacionado con Magneto en la computadora de William Stryker.[69] El personaje nunca apareció realmente en la película, aunque en la novelización de la película, Psylocke si aparece como uno de los mutantes afectados por la copia maligna de Cerebro durante un desfile de moda y se despierta de su coma -inducido por la copia de Cerebro- cuando la máquina comienza a afectar a los seres humanos; ella usa su telepatía para sentir lo que está pasando.
- Psylocke apareció por primera vez como una villana de menor importancia en X-Men: The Last Stand de 2006, interpretada por la actriz Melançon Meiling. En la película, ella lucha contra los X-Men, como miembro de los "Mutantes Omega" (Morlocks), junto con Callisto; no demuestra tener ningún poder mental, aunque se teletransporta a través de su sombra (que se confunde con un camuflaje) apareciendo de la nada en cualquier sitio. Al final, Psylocke muere desintegrada junto a Arclight y un personaje basado en Quill (nombrado como "Kid Omega" en los créditos) por el poder de desintegración de Jean Grey convertida en el Fénix.

Según el guionista de la película, Zak Penn, el personaje interpretado por Melançon no fue nombrado como Psylocke en el guion original. En una sesión de preguntas y respuestas, afirmó: “Hubo algunos cambios de nombres de personajes más tarde en la producción, y no estoy exactamente seguro de cómo Psylocke se agregó en la mezcla”. Meiling Melançon dijo: “Se discutió que ella era Kwannon o posiblemente otros personajes también, pero no puedo comentar sobre la elección final hecha. Había ciertos aspectos de ella que eran fieles a Psylocke: el tatuaje rojo de Crimson Dawn y el pelo morado -aunque obviamente era más corto. En cuanto al atuendo- y esta es mi opinión personal solamente, si ella estaba parada allí con su habitual traje ceñido, que me parece sexy y hubiera sido tan feliz de usar, podría no haber coincidido con el tono o con lo que llevaban los otros personajes”. En el comentario de audio en DVD de la película, el director Brett Ratner confirmó que el personaje era en realidad Psylocke y no Kwannon.
- Psylocke aparece por segunda vez en la película X-Men: Apocalipsis interpretada por la actriz Olivia Munn. Ella es una villana misteriosa que sirve como uno de los Jinetes de Apocalipsis representando a Peste. En la película tiene algunas líneas habladas pero ninguna historia de la génesis. Demostró sus habilidades notables como proyectar una lámina psíquica color púrpura que ella utiliza en combate. Antes de su reclutamiento por Apocalipsis, Psylocke era una estadounidense que trabajaba para Caliban en Berlín. Mientras Tormenta y Magneto traicionan a Apocalipsis después de que Arcángel muere, Psylocke sobrevive a la batalla final de la película y se va por su cuenta, sin unirse a los X-Men.

Esta película, al igual que las películas anteriores de la franquicia, provocó algunos errores de continuidad que afectaron a distintos personajes entre ellos Psylocke. Los eventos de X-Men: Apocalipsis suceden en 1983 y Psylocke luce igual de joven que en X-Men: The Last Stand (película ambientada 23 años después) a pesar de que ella no es una mutante con un factor curativo que retrasa su envejecimiento como Wolverine.
- Olivia Munn estuvo confirmada para aparecer en Dark Phoenix, sin embargo, en febrero de 2019 anunció que no aparecería en la película por compromisos con otros proyectos, a pesar de haber confirmado dos años antes su participación.

### Videojuegos
Psylocke aparece en los juegos:
- X-Men: Mutant Apocalypse
- X-Men 2: Clone Wars
- X-Men: Children of the Atom
- Marvel Super Heroes
- Marvel vs. Capcom 2: New Age of Heroes
- X-Men: Mutant Academy
- X-Men Legends
- Marvel: Avengers Alliance
- Marvel Heroes 2015
- Lego Marvel Super Heroes
- Deadpool 2013
- Marvel Future Fight
- Fortnite: Battle Royale (Colaboración con Marvel)
- Marvel Rivals
- Marvel Contest of Champions

### Mercancía
- En 1996, la línea Toy Biz produjo dos figuras de acción de Psylocke, una como parte de la línea Light Up Weapon y otra dentro de la serie Ninja. En 2006, Toy Biz produjo para Hasbro, una figura de acción de Psylocke para la línea Marvel Legends. En 2011, Hasbro prudujo una nueva figura de Psylocke para la línea Marvel Universe.